# Zephyranthes latissimifolia
Zephyranthes latissimifolia är en amaryllisväxtart som beskrevs av L.B.Spencer. Zephyranthes latissimifolia ingår i släktet Zephyranthes och familjen amaryllisväxter. Inga underarter finns listade i Catalogue of Life.